# سيلا (قرية)
قرية سيلا هي إحدى القرى التابعة لمركز الفيوم في محافظة الفيوم في جمهورية مصر العربية. حسب إحصاءات سنة 2006، بلغ إجمالي السكان في سيلا 19528 نسمة، منهم 10154 رجل و9374 امرأة.